# Svenske kocken

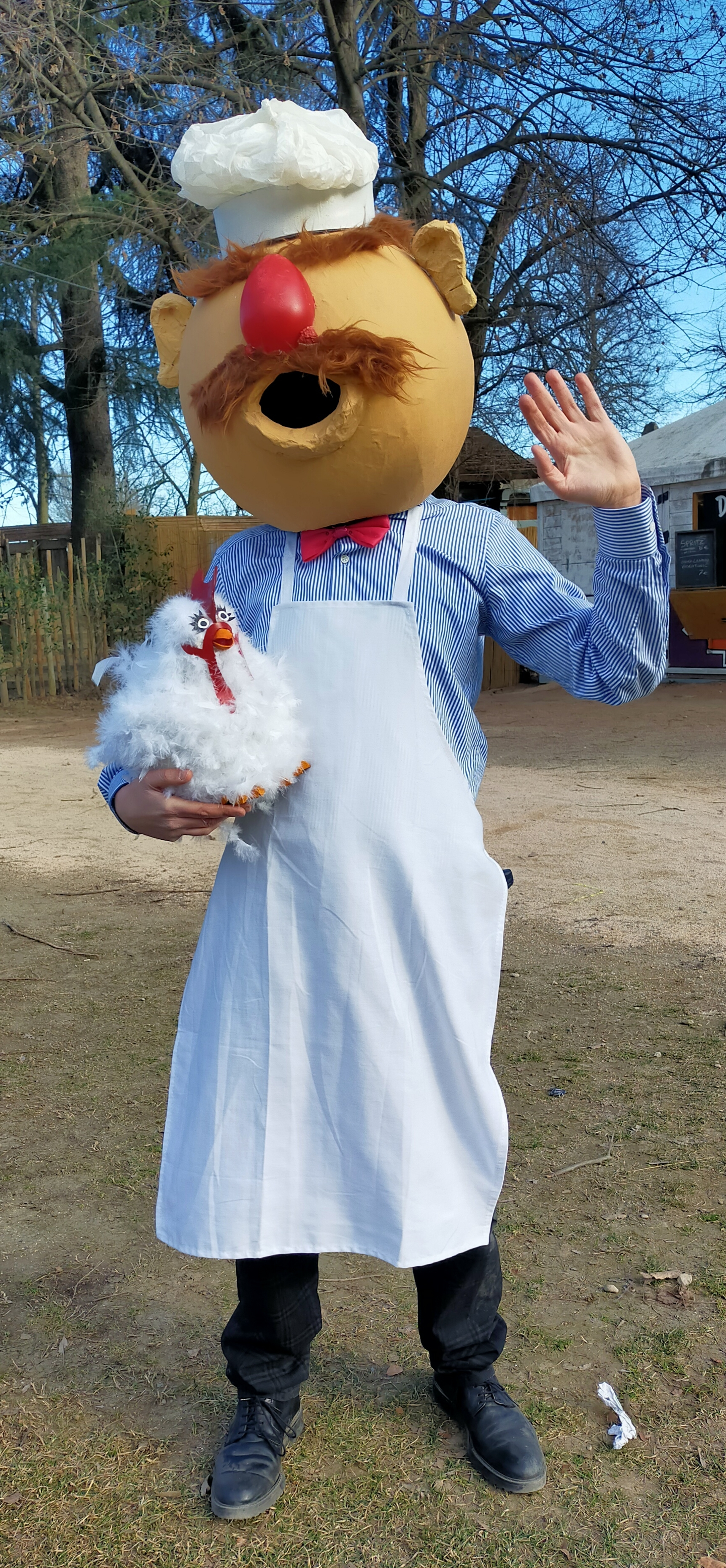
Svenske kocken i ett cosplay.

Svenske kocken, engelskt originalnamn Swedish Chef, är en dockfigur i Mupparna som ska föreställa en svensk kock. Den skapades av Jim Henson och Frank Oz och syntes första gången 1975.
Svenske kocken kännetecknas av kraftiga ögonbryn som döljer hans ögon, potatisnäsa, kraftig mustasch, vita kockkläder och rosa fluga. Kocken dök upp som en obegriplig och tämligen klantig figur som bara talade "svenska". I själva verket var allt han sa nonsens eller bruten engelska med överdriven svensk satsmelodi. Hans vanligaste uttryck var "Börk Börk Börk!!". Han brukade hamna i kniviga situationer, särskilt som maten ofta var levande, men tog det med ro och lyckades ofta ta sig ur kniporna med sina högst personliga metoder. Figuren är en vanligt förekommande svenskkulturell referens i USA, vilket bekräftades i en artikel i den amerikanska webbtidskriften Slate år 2012.

## Inspiration
Kocken Lars "Kuprik" Bäckman hävdade att han var inspiration till mupparnas Svenske kocken. Han drabbades av scenskräck vid ett kort inslag i amerikansk TV-morgonprogram 1969 och fick inte ur sig annat än obegripliga ljud. Att mupparnas svenske kock skulle ha något med händelsen att göra förnekas dock av Mupparnas manusförfattare Jerry Juhl, som hade ett nära samarbete med dockskaparen Jim Henson. Även en tysk-amerikansk TV-kock vid namn Friedman Paul Erhardt, känd som "Chef Tell" i USA, har nämnts som inspiration. Juhl minns inte vem som var förebild till kocken, men han tror att han tillsammans med John Stone hämtade inspiration från Sex and Violence på TV. Eftersom Juhl hade danska rötter sågs han som en expert på språket. De lyssnade även många gånger på språkkassetter innan de fick till önskat resultat.
År 2012 hävdade webbtidskriften Slate att svenskar stör sig på kockens språk och tycker att han snarare låter norsk. Maaret Koskinen, svensk professor i filmvetenskap, har bekräftat att hon anser kocken ha en norskklingande accent snarare än en svensk. Även Cecilia Browning, vid svenska ambassaden i Washington D.C. har gett medhåll. Tomas Riad, professor i lingvistik, har uttalat att den kan härstamma från antingen Oslo eller Stockholm, och att det troligtvis är de tydliga bergen och dalarna i satsmelodin som för många svenskars tankar till norskan. Däremot är det enligt honom mindre troligt att språket härstammar från exempelvis Skåne- och Dala-regionerna, då betoningen skiljer sig åt. Lars "Kuprik" Bäckman kommer för övrigt just från Dalarna.